# Оливје Мањ
Оливје Мањ (фр. Olivier Magne; 11. април 1973) бивши је професионални рагбиста и некадашњи репрезентативац Француске.

### Клупска каријера
Био је препознатљив по својој брзини и добрим вештинама са јајастом лоптом. Рагби је почео да тренира већ са шест година. Променио је неколико аматерских и професионалних француских рагби клубова, а у Енглеској је играо за Лондон ајриш. По завршетку каријере, радио је као тренер у француском клубу Бриву и у рагби репрезентацији Грчке.

### Репрезентација Француске
Са 23 године дебитовао је за Француску, када је ушао са клупе као резервни играч у игру против Велса у купу пет нација 1997. Био је део селекције на два светска првенства (1999, 2003). Играо је против Аустралије у финалу светског првенства 1999. Један је од само двојице француских рагбиста који су чак 4 пута освојили гренд слем у европском шампионату. Последњи меч у дресу Француске одиграо је против Новог Зеланда у јуну 2007. За репрезентацију Француске одиграо је 89 утакмица и постигао 14 есеја.

## Успеси
Титула првака Европе са Француском 1997, 1998, 2002, 2004.